# Kyle Snyder (lutador)
Kyle Frederick Snyder (Woodbine, 20 de novembro de 1995) é um lutador estilo livre estadunidense, campeão olímpico. 

## Carreira
Snyder competiu em duas edições de Jogos Olímpicos, nas quais conquistou a medalha de ouro na Rio 2016, e a de prata em Tóquio 2020, ambas na categoria até 97 kg.